# Алан Дершовіц
А́лан Мо́ртон Де́ршовіц (англ. Alan Morton Dershowitz) (нар. 1 вересня 1938, Бруклін, Нью-Йорк, США) — американський правник, адвокат, професор юридичного факультету Гарвардського університету з 1967 року.
Захищав у судах декількох відомих особистостей США — О. Дж. Сімпсона, Майка Тайсона, Д.Епштейна та інших. У березні 2011 року став консультантом у групі захисників колишнього президента України Леоніда Кучми.
Відомий у США як автор праць з юриспруденції та як коментатор з питань арабо-ізраїльського конфлікту.

## Біографія
Народився у єврейській родині у районі Бруклін, Нью-Йорку.
Його батько Геррі Дершовіц у 1960-х роках заснував синагогу в Нью-Йорку, був співвласником торговельної компанії і, за визнанням самого Алана Дершовіца, мав значний вплив на подальшу долю сина. Після закінчення єшиви Алан поступив у Бруклінський коледж в Нью-Йорку, де отримав ступінь бакалавра (1959). Навчання продовжив у Єльському університеті, де з відзнакою закінчив юридичний факультет (1962).
Працював помічником судді у федеральному суді Вашингтона. 1964 року його запросили викладати на юридичному факультеті Гарвардського університету, а 1968 року (у 28-річному віці) він став наймолодшим професором цього університету. Під час праці на юридичному факультеті продовжував приватну юридичну практику адвокатом захисту. Як адвокат зажив неабиякої слави й успіху, захищав у суді відомих особистостей США - Майка Тайсона, О. Джей Сімпсона.  2011 року став адвокатом засновника Вікілікс Джуліана Ассанжа та екс-Президента України Леоніда Кучми.
За визнанням багатьох оглядачів, є одним із найкращих і найдосвідченіших адвокатів у США. Низка університетів США та Ізраїлю надали Дершовіцу почесне звання доктора. За працю на захист громадянських прав він також отримав нагороди від Антидефамаційної ліги США та від Федерації єврейських громад Росії. За захист інтересів держави Ізраїль у 2010 році був нагороджений премією Менахема Бегіна.

## Політичні погляди
Визначає себе як сіоніста, захисника Ізраїлю та Палестини. Свою позицію на захист дій Ізраїлю на Близькому Сході та на окупованих територіях висловлював у декількох книгах з історії арабо-ізраїльського конфлікту. У своїх працях, зокрема, закликав Ізраїль знищувати арабські поселення у відповідь на непровоковані акти тероризму. Також після теракту 11 вересня у Нью-Йорку Дершовіц підтримував застосування тортур проти звинувачених у тероризмі, хоч наголошував, що тортури мали бути санкціоновані владою.
Свою підтримку Ізраїлю також висловлював під час численних дебатів з відомими науковцями та критиками дій Ізраїлю на Близькому Сході. Зокрема, брав участь у дебатах з Ноамом Чомскі, Норманом Фінкельштейном. Відомий своєю критикою праць про ізраїльське лобі у США Стівена Волта та Джона Міршаймера. Гострої критики з боку Дершовіца також зазнала книга колишнього президента США Джиммі Картера із звинувачення Ізраїлю в апартеїді. Картер, однак, відмовився від дебатів з Дершовіцем.

## Критика

### Критика політичних поглядів
Політичні погляди Дершовіца, і на думку критиків, його беззастережна підтримка Ізраїлю піддавалися жорсткій критиці з боку численних оглядачів і науковців. Зокрема, критики порівнювали його погляди щодо застосування тортур і заклики знищувати палестинські поселення у відповідь на акти тероризму прирівнювались до дій нацистів під час Другої світової війни та застосування ними колективного покарання проти окупованих народів Європи.
Після публікації чергової книги Алана Дершовіца на підтримку Ізраїлю (2003) професор політології Норман Фінкельштейн звинувачив Дершовіца у плагіаті праці іншого науковця, а також у фабрикації історичних даних. Ці звинувачення проти Дершовіца підтримали інші науковці та автори — Наом Чомскі та Александр Коберн. Вчена рада Гарвадського університету не знайшла доказів плагіату у книзі Дершовіца, але злостива суперечка між відомими науковцями отримала неабиякий розголос у пресі. Пізніше Норман Фінкельштейн звинуватив Дершовіца у тиску на вчену раду Університету Депола, що призвело до його звільнення з цього навчального закладу.,

### Звинувачення в українофобії
1995 року голова Федерації українців Австралії Стефан Романів звинуватив Алана Дершовіца в українофобії та розповсюдженні упереджень проти українців. Ця заява представників української діаспори з'явилася після публікації статті Алана Дершовіца у газеті Los Angeles Times, в якій він звинуватив українців у вродженому антисемітизмі, активній участі в Голокості та заохоченні з боку української церкви та священників до знищення євреїв. Подібні звинувачення Дершовіца в упередженості й українофобії на сторінках преси також висловлював у березні 2011 року народний депутат від ПР Тарас Чорновіл.

### Секс-скандал
У 2014 році  одна з жертв сексуального злочинця та педофіла Джефрі Епштейна Вірджинія Джуффре, раніше відома як Вірджинія Робертс, звинуватила  Алана Дершовіца у сексуальному насильстві та співучасті у злочинах Епштейна. Дершовіц був адвокатом та близьким другом  Епштейна.Джуффре запевняла, що займалася сексом з Дершовіцем принаймні шість разів, у різних резиденціях Епштейна. Дершовіц негайно розпочав  агресивну кампанію проти Джуффре у Твіттері та ЗМІ, називаючи її  патологічно брехливою, вимогателькою, повією, поганою матір'ю та т.п. Джуффре, якій не вдалося довести причастність Дершовіца до скоєння сексуальних злочинів, у квітні 2019 року подала проти нього позов про наклеп.  У вересні 2019 року, Вірджинія заявила, що вона продовжує відстоювати свої претензії щодо неправомірної поведінки Дершовіца.  Дершовіц звинуватив адвоката Джуффре  Буеса у чині тиску на Джуффре для надання неправдивих показань, у відповідь на які Буес подав позов до Дершовіца у листопаді 2019 року за наклеп. Ще однією жінкою, яка називає Дершовіца як клієнта Епштейна, стала Сара Рансоме.

### Інше
У своїй книзі "Листи до молодого юриста" Дершовіц визначив деякі спільні риси серед його найвідоміших клієнтів: "Кожен з цих підсудних має практично необмежену кількість речей, таких як гроші, влада або доступ до сексу чи влади." У своїй статті від 29 липня 2019 року газета The New Yorker назвала його "адвокатом диявола".